# Yvonne Hak
Yvonne Hak (Alkmaar, 30 giugno 1986) è una mezzofondista olandese.

## Palmarès
| Anno | Manifestazione | Sede       | Evento      | Risultato  | Prestazione | Note |
| ---- | -------------- | ---------- | ----------- | ---------- | ----------- | ---- |
| 2009 | Europei indoor | Torino     | 800 m piani | Semifinale | 2'07"14     |      |
| 2010 | Europei        | Barcellona | 800 m piani | Oro        | 2'58"85     |      |
| 2011 | Mondiali       | Taegu      | 800 m piani | Batteria   | 2'03"05     |      |